# Джон Елмер Блаха
Джон Елмер Блаха (англ. John E. Blaha; нар. 26 серпня 1942, Сан-Антоніо, штат Техас) — полковник ВПС США у відставці і колишній астронавт НАСА. Ветеран шістьох місій Спейс шаттл і одним з небагатьох американських астронавтів, які були учасниками основної експедиції до орбітальної станції «Мир».

## Освіта та військова служба
Джон Блаха закінчив старшу школу Гренбі в Норфолку, здобув ступінь бакалавра наук з механіки в Академії ВПС США (1965) і ступінь магістра наук з авіаційної техніки в університеті Пердью (1966).
У 1967 році Джон став військовим льотчиком, ніс службу у В'єтнамі під час якої здійснив 361 бойовий виліт. Він пілотував літаки F-4, F-102, F-106 і A-37, після війни пройшов перепідготовку на льотчика-випробувача, виконав тестовий політ на NF-104.
З 1973 по 1976 рік Джон Блаха служив у Великій Британії льотчиком-випробувачем у центрі випробувань озброєнь і літаків королівських ВПС, а після закінчення Командно-штабного коледжу ВПС США став помічником начальника штабу ВПС з питань досліджень та аналізу в штаб-квартирі ВПС у Вашингтоні, де йому було доручено курирувати створення та випробування винищувачів F-15 і F-16.

## Астронавт
Джон Блаха був зарахований в 1980 році в 9-й набір астронавтів НАСА, з липня 1980 до серпня 1981 пройшов курс загальної космічної підготовки і отримав кваліфікацію пілота шаттла і призначення в Відділ астронавтів НАСА.
Здійснив п'ять польотів:
- У березні 1989 року як пілот шаттла «Діскавері» за програмою STS-29.
- У листопаді 1989 року як пілот шаттла «Діскавері» за програмою STS-33.
- У серпні 1991 року як командир шаттла «Атлантіс», місія STS-43.
- У жовтні — листопаді 1993 року як командир шаттла «Колумбія», місія STS-58.
- Надалі передбачалася його участь у тривалому польоті на орбітальній станції «Мир», тому в січні 1995 року Джон Блаха почав підготовку в ЦПК імені Ю. А. Гагаріна як бортінженер 22-ї основної експедиції. Політ тривав з 16 вересня 1996 року по 22 січня 1997 року; на станцію і назад Джона доставив шаттл «Атлантіс», туди політ йшов за програмою STS-79, назад — STS-81. Загальна тривалість польоту склала 128 діб 5 годин 29 хвилин.

Джон Блаха залишив загін астронавтів і НАСА 26 вересня 1997 року, його ім'я внесено до Зали слави астронавтів.